# Judy (2019)
Judy ist eine Filmbiografie von Rupert Goold, die am 30. August 2019 im Rahmen des Telluride Film Festivals ihre Premiere feierte und am 2. Oktober 2019 in die Kinos im Vereinigten Königreich kam, ein Kinostart in Deutschland erfolgte am 2. Januar 2020. Der Film spielt im letzten Lebensjahr der US-amerikanischen Filmschauspielerin und Sängerin Judy Garland im Jahr 1969 und zeigt insbesondere ihre Auftritte in London. Renée Zellweger übernahm die Titelrolle und wurde hierfür im Rahmen der Oscarverleihung 2020 als beste Hauptdarstellerin ausgezeichnet.

## Handlung
Die einst gefeierte Filmschauspielerin und Sängerin Judy Garland, die als 16-Jährige für den Film Der Zauberer von Oz vor der Kamera stand, ist mittlerweile 46 Jahre alt, pleite und praktisch arbeitslos. Hotels in Los Angeles dienen ihr Ende der 1960er Jahre als Zuhause. Sie ist abhängig von Alkohol und Tabletten. Als der Theater-Impresario Bernard Delfont sie zu einem fünfwöchigen Engagement nach London einlädt, wo sie in dem schillernden Nachtclub Talk of the Town auftreten soll, bleibt ihr nichts anderes übrig, als die Einladung anzunehmen und ihre beiden jüngeren Kinder Lorna und Joey bei ihrem Ex-Ehemann Sid Luft zurückzulassen.
Dies ist zwar kein Vergleich mit dem, was sie aus früheren Zeiten gewöhnt ist, aber immerhin eine Möglichkeit, etwas Geld zu verdienen. Allerdings machen ihr zunehmend gesundheitliche Probleme zu schaffen, vor allem ihre Schlaflosigkeit. Obwohl ihre Assistentin Rosalyn den Auftrag hat, dafür zu sorgen, dass Judy pünktlich und halbwegs nüchtern im Theater erscheint, kommt sie zu den meisten Auftritten viel zu spät. Trotzdem absolviert sie das Engagement.

## Biografisches

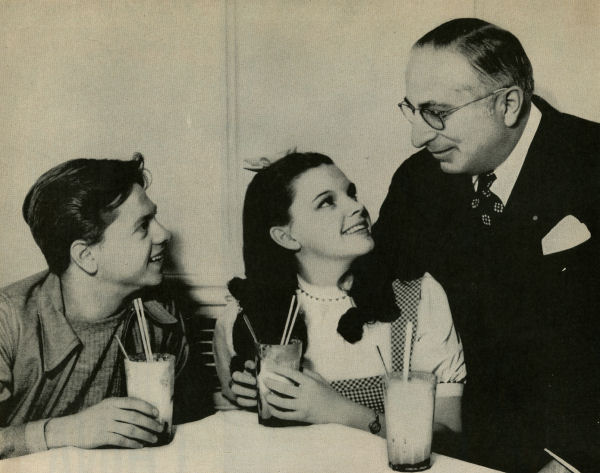
MGM-Studio-Chef Louis B. Mayer (rechts) mit Judy Garland und Mickey Rooney

Judy Garland wurde durch ihre Hauptrolle in dem Filmklassiker Der Zauberer von Oz aus dem Jahr 1939 berühmt, in dem sie die Originalversion des Liedes Over the Rainbow singt. Sie drehte über zwei Dutzend Filme für MGM, neun davon an der Seite von Mickey Rooney, galt aber bei den Dreharbeiten als äußerst schwierig. Früh hatte sie bereits Drogenprobleme und nahm je nach Bedarf Aufputsch- und Schlafmittel, was zu dieser Zeit jedoch als unbedenklich angesehen wurde.
Nach einer Reihe von Skandalen wurde Garland 1950 aus ihrem Vertrag entlassen. Auch ihre Ehe mit Vincente Minnelli, mit dem sie die Tochter Liza Minnelli hatte, stand kurz vor dem Scheitern. Garland entfernte sich von Hollywood und verbrachte ihre letzten Lebensjahre überwiegend in London, wo sie im März 1969 den Nachtclub-Besitzer Deans heiratete. Garland starb im Juni 1969, zwölf Tage nach ihrem 47. Geburtstag, an einer Überdosis Secobarbital.

## Produktion
Der Film basiert auf dem Theaterstück End of the Rainbow von Peter Quilter, das von Tom Edge für den Film adaptiert wurde. Regie führte Rupert Goold.
Renée Zellweger übernahm die Titelrolle von Judy Garland. Darci Shaw spielt in Rückblenden die junge Garland. Finn Wittrock spielt ihren jüngeren Liebhaber und späteren fünften Ehemann Mickey Deans. Michael Gambon übernahm die Rolle ihres britischen Promoters Bernard Delfont. Jessie Buckley spielt die Assistentin Rosalyn Wilder, Richard Cordery den MGM-Studio-Chef Louis B. Mayer. Gemma-Leah Devereux spielt Garlands Tochter Liza Minnelli. In den Rollen ihrer Kinder Lorna und Joey, die aus der Ehe mit dem Showproduzenten Sidney Luft hervorgingen, der im Film von Rufus Sewell gespielt wird, sind Bella Ramsey und Lewin Lloyd zu sehen. Peter Bradshaw vom Guardian bemerkt, der Film sei darauf bedacht, auch die Wichtigkeit von Garlands schwuler Fangemeinde anzuerkennen, indem zwei fiktive schwule Fans in die Rollen aufgenommen wurden.
Oscar-Preisträger Gabriel Yared komponierte die Filmmusik. Zellweger übernahm Garlands Gesangsparts, unterstützt wird sie von Sam Smith und Rufus Wainwright. Der Soundtrack, der insgesamt 17 Musikstücke umfasst, wurde am 11. Oktober 2019 von Decca Classics als Download veröffentlicht. Zuvor erschien ein separates Album mit den Songs aus dem Film. Im Rahmen der Grammy Awards 2021 erhielt Zellweger für die Aufnahme eine Nominierung in der Kategorie Best Traditional Pop Vocal Album.
Im Mai 2019 wurde ein erster Trailer vorgestellt. Eine erste Vorstellung des Films erfolgte am 30. August 2019 im Rahmen des Telluride Film Festivals. Ab 10. September 2019 wurde er beim Toronto International Film Festival gezeigt. Ein Kinostart in den USA erfolgte am 27. September 2019, im Vereinigten Königreich am 2. Oktober 2019. Zur gleichen Zeit feierte er beim Zurich Film Festival seine Premiere im deutschsprachigen Raum. Der Kinostart in Deutschland war am 2. Januar 2020.

## Rezeption

### Altersfreigabe
In den USA wurde der Film von der MPAA als PG-13 eingestuft. In Deutschland gab die FSK den Film ohne Altersbeschränkung frei.

### Kritiken und Einspielergebnis

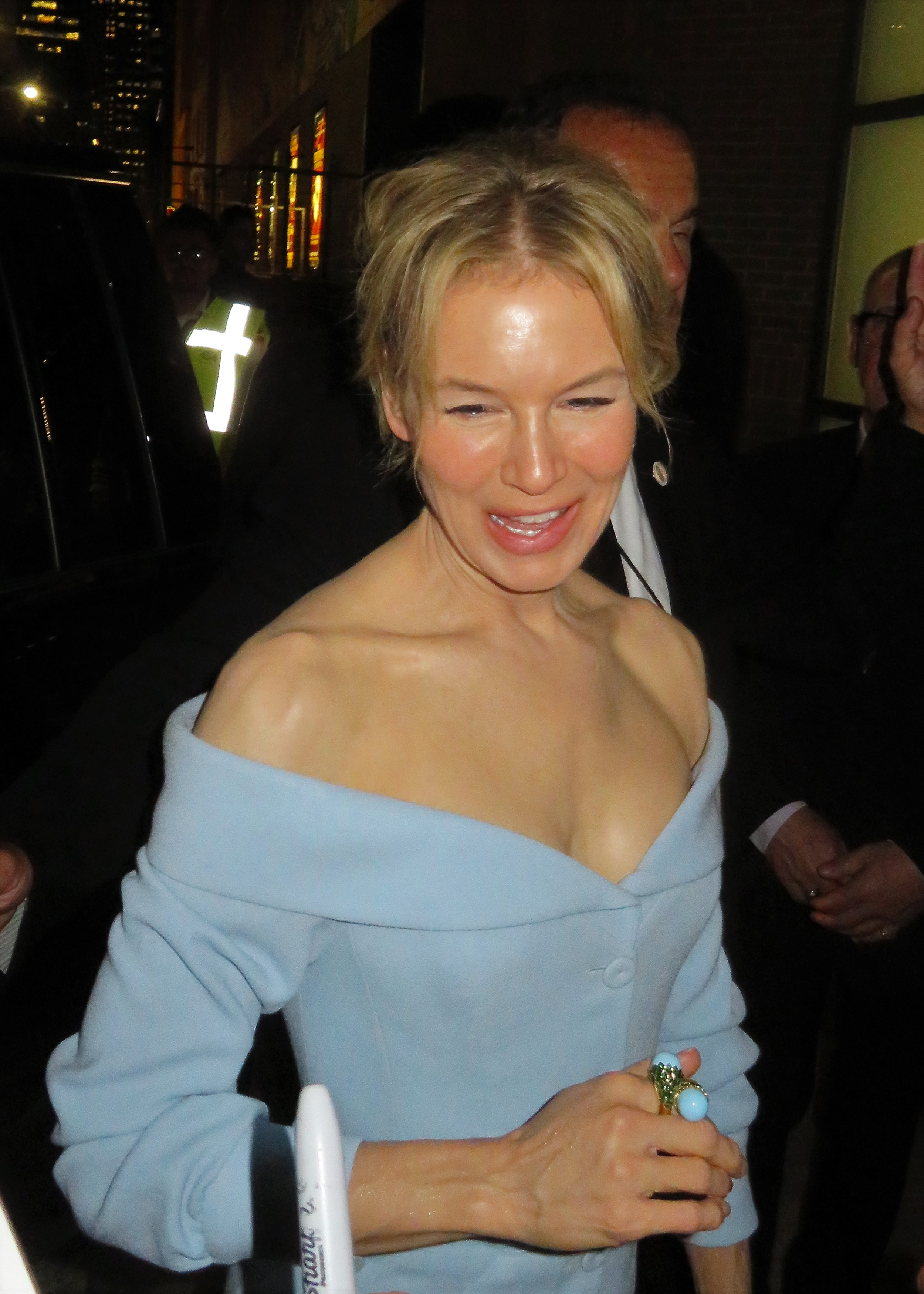
Renée Zellweger bei der Premiere des Films im Rahmen des Toronto International Film Festivals 2019

81 Prozent aller bei Rotten Tomatoes erfassten Kritiker bewerteten den Film positiv, er erhielt 7 von möglichen 10 Punkten.
Guy Lodge von Variety schreibt, wenn in den Rückblenden gezeigt wird, wie die Leiter des Filmstudios letztendlich die Kontrolle über den Geist und den Körper des Mädchens erlangt haben, ob sie nunmehr Diätpillen schlucken muss oder man ihr ihre Romanzen diktiert, erkläre dies die Unruhe, von der sich Judy Garland nie mehr ganz befreien konnte. Judy bringe es mit zunehmender Traurigkeit auf den Punkt: „So wie es ein Dorf braucht, um ein Kind großzuziehen, braucht es eines, um es zu ruinieren.“ Auch wenn es nahezu unmöglich war, sich die Schauspielerin Renée Zellweger in dieser Rolle vorzustellen, mache die Besetzung fast zwei Jahrzehnte später [nach ihren großen Erfolgen] Sinn, wenn ein ehemaliger Liebling des US-amerikanischen Films mit spürbarer Zuneigung und Gefühl nun Judy Garland spielt, wo sie doch selbst den Weg über den Regenbogen und zurück kennt, so Lodge.
Brian Viner von Daily Mail schreibt, wenn Zellweger The Trolley Song singt, könne man schwören, Archivmaterial zu sehen. Keith Uhlich vom Slant Magazine meint hingegen, Zellweger treffe zwar alle Töne, doch Garlands intensive Emotion, das Gefühl, dass sie in jedem Moment auf die dunklen, tief in ihrem Inneren verborgenen Gefühle und Erfahrungen zurückgreift, die von einem Leben im Rampenlicht geprägt waren, würden sich ihr entziehen.
Gerhard Midding von epd Film bemerkt, Zellweger fühle sich ein in Garlands angespannte Energie und Verletzbarkeit und genieße deren Anflüge von Selbstironie: „Wenn sie Garland ihre Stimme leiht, dann besitzt sie manchmal ein Vibrato, das direkt ins Herz zielt. Das Finale des Films könnte einen Stein erweichen.“
Gaby Sikorski von der Gilde deutscher Filmkunsttheater meint, wie Zellweger spielt, wie sie singt und wie sie in die Persönlichkeit des Stars schlüpft, sei beinahe unheimlich: „Da ist viel Traurigkeit, aber auch ein ab und an aufblitzender Humor, ihre Schlagfertigkeit und natürlich immer noch das Talent: die Stimme. Und Renée Zellweger singt und spielt sich ins Herz des Publikums.“
Die weltweiten Einnahmen des Films aus Kinovorführungen belaufen sich auf 39,2 Millionen US-Dollar. In Deutschland verzeichnet er 113.578 Besucher.

### Auszeichnungen
AACTA International Awards 2020
- Nominierung als Beste Hauptdarstellerin (Renée Zellweger)[17]

British Academy Film Awards 2020
- Auszeichnung als Beste Hauptdarstellerin (Renée Zellweger)
- Nominierung für das Beste Kostümdesign (Jany Temime)
- Nominierung für die Beste Maske (Jeremy Woodhead)

British Independent Film Awards 2019
- Auszeichnung als Beste Schauspielerin (Renée Zellweger)
- Nominierung für die Beste Kamera (Ole Bratt Birkeland)
- Nominierung für die Besten Kostüme (Jany Temime)
- Auszeichnung für das Beste Make-Up & Hair Design (Jeremy Woodhead)
- Nominierung für die Beste Ausstattung (Kave Quinn)[18]

Critics’ Choice Movie Awards 2020
- Auszeichnung als Beste Hauptdarstellerin (Renée Zellweger)
- Nominierung für die Besten Frisuren und das beste Make-up[19]

Detroit Film Critics Society Awards 2019
- Nominierung als Beste Hauptdarstellerin (Renée Zellweger)
- Nominierung als Bester Nachwuchs (Jessie Buckley)[20]

GLAAD Media Awards 2020
- Nominierung als Bester Film – Wide Release[21]

Golden Globe Awards 2020
- Auszeichnung  als Beste Hauptdarstellerin – Drama (Renée Zellweger)

Grammy Awards 2021
- Nominierung als Best Traditional Pop Vocal Album (Renée Zellweger)[22]

Hollywood Film Awards 2019
- Auszeichnung mit dem Hollywood Actress Award (Renée Zellweger)[23]

Independent Spirit Awards 2020
- Nominierung als Beste Hauptdarstellerin (Renée Zellweger)[24]

London Critics’ Circle Film Awards 2020
- Auszeichnung als Beste Schauspielerin (Renée Zellweger)
- Nominierung als Beste britische oder irische Schauspielerin (Jessie Buckley)
- Nominierung für den Technical Achievement Award (Make-up und Haare von Jeremy Woodhead)[25]

National Board of Review Awards 2019:
- Auszeichnung als Beste Hauptdarstellerin (Renée Zellweger)
- Aufnahme in die Top 10 Independent-Filme[26]

Online Film Critics Society Awards 2020
- Nominierung als Beste Hauptdarstellerin (Renée Zellweger)[27]

Oscarverleihung 2020
- Auszeichnung als Beste Hauptdarstellerin (Renée Zellweger)
- Nominierung für das Beste Make-up und die besten Frisuren

Satellite Awards 2019
- Nominierung als Beste Hauptdarstellerin – Drama (Renée Zellweger)[28]

Screen Actors Guild Awards 2020
- Auszeichnung als Beste Hauptdarstellerin (Renée Zellweger)

Society of Composers & Lyricists Awards 2020
- Nominierung in der Kategorie Original Score for an Independent Film (Gabriel Yared)[29]

## Synchronisation
Die deutsche Synchronisation entstand nach einem Dialogbuch und der Dialogregie von Heike Kospach im Auftrag der Berliner Synchron GmbH Wenzel Lüdecke. 
| Rolle          | Darsteller       | Synchronsprecher   |
| -------------- | ---------------- | ------------------ |
| Judy Garland   | Renée Zellweger  | Ranja Bonalana     |
| Mickey Deans   | Finn Wittrock    | Florian Clyde      |
| Rosalyn Wilder | Jessie Buckley   | Magdalena Turba    |
| Louis B. Mayer | Richard Cordery  | Axel Lutter        |
| Judy (jung)    | Darci Shaw       | Valentina Bonalana |
| Sid Luft       | Rufus Sewell     | Viktor Neumann     |
| Dan            | Andy Nyman       | Christian Gaul     |
| Burt Rhodes    | Royce Pierreson  | Tim Knauer         |
| Lorna Luft     | Bella Ramsey     | Emilia Raschewski  |
| Stan           | Daniel Cerqueira | Stefan Krause      |